# Hagion Mandylion

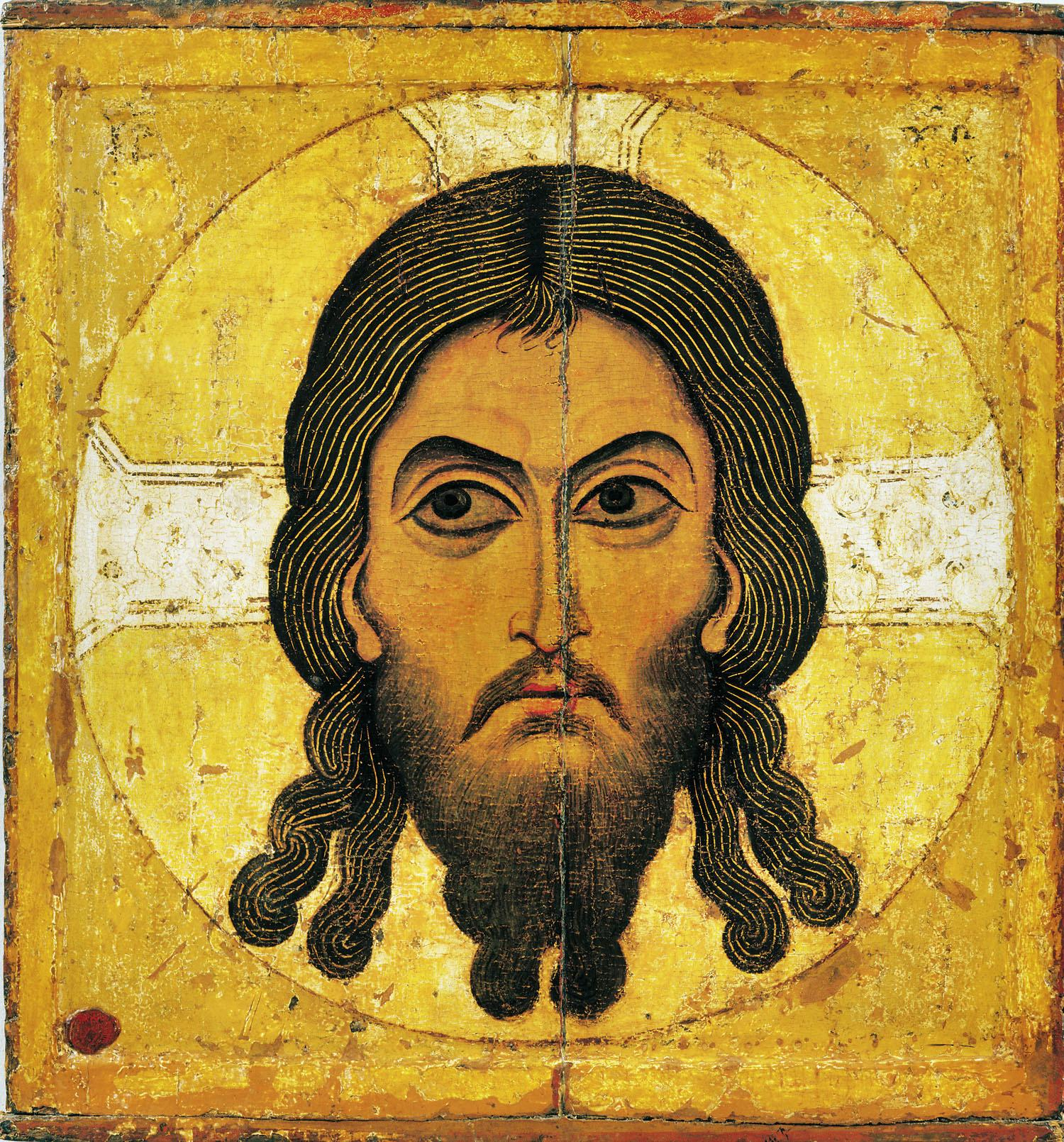
Die bekannteste Mandylion-Ikone Christ Acheiropoietos aus der Entschlafenskathedrale im Moskauer Kreml, 12. Jahrhundert

Hagion Mandylion (altgriechisch ἅγιον μανδύλιον ‚Heiliges Tuch, Handtuch‘) ist ein kirchliches Fest der östlichen Christenheit, das jedes Jahr am 16. August zu Ehren des Abgar-Bildes gefeiert wird. Im Westen wird äquivalent dazu das Schweißtuch der Veronika verehrt.
Die Reliquie wurde am 15. August 944 feierlich von Edessa nach Konstantinopel überführt, doch da am 15. August heute Mariä Aufnahme in den Himmel gefeiert wird, wird das Fest des Heiligen Mandylions am darauffolgenden Tag begangen.